# Vadas József (atléta)
Vadas József (Székesfehérvár, 1911. szeptember 11. – Budapest, 2006. június 5.) atléta, magyar bajnok, az 1936. évi nyári olimpiai játékokon, Berlinben a 4×400 méteres férfi váltó tagjaként 6. helyezést ért el. Polgári foglalkozása tanító volt.

## Pályafutása
Pályafutását ifjúságiként a Székesfehérvári TC színeiben kezdte. Több ifjúsági rekordot állított fel. 1930-ban igazolt át az ARAK-hoz. 1932-ben a Steyer-Dunántúl viadalon a 400 m-es síkfutásban 1. helyezett, 1932-ben megnyerte 200 és 400 m-en, 1933-ban 400 m-en, 1934-ben 200 és 400 m-en az észak-nyugat kerületi bajnokságot.
1934-ben az országos bajnokságon 400 méteres síkfutásban 50,5 másodperces eredménnyel, északnyugati kerületi rekorddal ezüstérmet szerzett. Szeptemberben a Magyarország-Csehszlovákia atlétikai viadalon 49,8-cal 50 másodperc alá jutott, majd Athénban legyőzte a csúcstartó Barsi Lászlót is, és 49,8 mp-es legjobb éves idővel zárta az évet.
1935-ben a Gyógypedagógiai főiskola hallgatója lett, majd 1936-ban Budapestre költözött és a MAC versenyzője lett, ahol Farkas Mátyás edzette, és a 800 métert is felvette távjai közé. 1936-ban 49,1 mp-es idővel nyerte az országos bajnokságot 400 méteren.
Az 1936-os berlini olimpián 800 méteren az előfutamban a 4. helyet szerezte meg, ezzel a középdöntőbe jutott. A 4x400 méteres váltóban a magyar válogatott tagjaként a döntőben kiváló országos csúccsal, amelyet csak 1952-ben tudták túlszárnyalni, a csapat a 6. helyet szerezte meg.
1939 augusztusában 400 méteres síkfutásban országos bajnoki címet szerzett. Ez év végén súlyos vesebetegséget állapítottak meg nála, emiatt több hónapot kihagyott. Ennek ellenére az 1940. évi országos bajnokságon 400 méteren a 2. helyet szerezte meg. 1946-ban a KAOE 4x400 méteres váltójának tagjaként országos bajnokságot nyert.
1946–1948 között Lombos Dezső edzője volt. 1948-ban ő volt ez első edzője Szentgáli Lajos későbbi Európa-bajnok középtávfutónak. Az 1950-es években a Vörös Meteor atlétaszakosztályának edzője volt. 1957-ben lett a Józsefvárosi Sportiskola ideiglenes igazgatója, majd 1959-től véglegesített vezetője lett. A vezetése alatt a sportiskola 1963-ban az ország legjobb sportiskolája lett. 1966-ban az MTK elnökségi tagjává választották.
A Józsefvárosi Sportiskola igazgatói posztjáról vonult nyugdíjba. 2006. június 5-én, 94 éves korában hunyt el. Sírja a Farkasréti temető 27-2 /II/1/26 helyén található.